# Gornje Dvorišće
Gornje Dvorišće es una localidad de Croacia en el municipio de Brckovljani, condado de Zagreb.

## Geografía
Se encuentra a una altitud de 114 m s. n. m. a 26.8 km de la capital nacional, Zagreb.

## Demografía
En el censo 2011, el total de población de la localidad fue de 68 habitantes.
Según estimación 2013 contaba con una población de 67 habitantes.